# Тиоцианат золота(I)
Тиоцианат золота(I) — неорганическое соединение, 
соль металла золота и роданистой кислоты с формулой AuSCN,
бесцветные кристаллы,
не растворяется в воде.

## Физические свойства
Тиоцианат золота(I) образует бесцветные кристаллы.
Не растворяется в воде.

## Химические свойства
- Разлагается при нагревании:

{\displaystyle {\mathsf {2AuSCN\ {\xrightarrow {140^{o}C}}\ 2Au+(SCN)_{2}\uparrow }}}
- Реагирует с роданидами щелочных металлов с образованием дитиоцианоауратов:

{\displaystyle {\mathsf {AuSCN+KSCN\ {\xrightarrow {}}\ K[Au(SCN)_{2}]}}}